# ヤン・エリアソン
ヤン・ケネス・エリアソン（Jan Kenneth Eliasson、1940年9月17日 - ）は、スウェーデンの外交官・政治家である。2012年7月から2016年12月まで国際連合副事務総長を務めた。スウェーデン社会民主労働党に所属し、2006年4月24日から10月6日まで外務大臣を務めた。2017年4月にストックホルム国際平和研究所の理事長に任命され、2017年6月1日付で就任した。

## 生涯
ヤン・エリアソンは、ヨーテボリの労働者階級の家庭に生まれた。1957年から1958年まで、AFSの交換留学生としてアメリカ合衆国・インディアナ州に滞在した。1962年にスウェーデン海軍兵学校で訓練を受け、海軍予備役士官に叙任された。ヨーテボリ大学ビジネス・経済・法学部に入学し、在学中は地域のAIESEC委員会の委員長を務めた。1965年に、経済学の修士号を取得した。その他、アメリカン大学（1994年）、ヨーテボリ大学（2001年）、ウプサラ大学（2005年）で名誉学位を取得している。
数多くの著書や論文を執筆し、外交政策や外交に関する講演を頻繁に行っている。1988年からはウプサラ大学で調停、紛争解決、国連改革に関する客員講師を務めている。
大学卒業とともに外務省に入省し、外交官としてのキャリアをスタートさせた。1982年から1983年までオロフ・パルメ首相の外交顧問を務め、1983年から1987年まで外務省政治局長を務めた。
1980年から1986年まで国連のミッションに参加し、イラン・イラク戦争の仲介を行った。1988年から1992年まで国連本部の常駐代表（国連大使）を務め、イラン・イラクにおける事務総長の個人代表も務めた。1991年には国連総会の緊急援助作業部会の議長を務め、1991年から1992年まで国連経済社会理事会(ECOSOC)の副議長を務めた。1992年には初代人道問題担当事務次長に任命された。ソマリア、スーダン、モザンビーク、バルカン半島での活動に従事し、地雷、予防、人道行動などの問題についてもイニシアチブをとった。

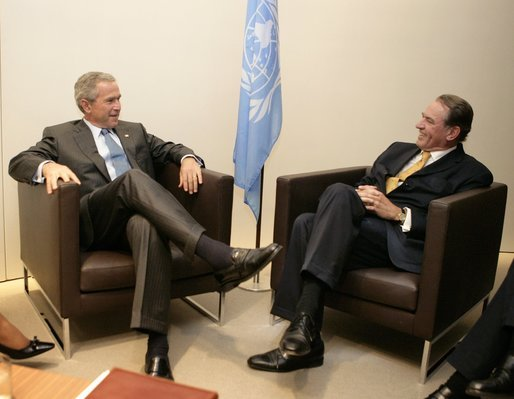
ジョージ・W・ブッシュと会談するヤン・エリアソン（右）（2005年）

1993年から1994年には、欧州安全保障協力機構(OSCE)のナゴルノ・カラバフ戦争の調停役を務めた。
1994年から1999年まで、スウェーデンの外務副大臣を務めた。2000年から2005年まで、駐ワシントンD.C.スウェーデン大使を務めた。2005年6月13日、第60代国連総会議長に満場一致で選出され、2005年9月13日から2006年9月11日まで務めた。2006年4月24日から2006年10月6日まで、社会民主労働党のヨーラン・ペーション内閣で外務大臣を務めた。2006年のスウェーデン総選挙で社会民主労働党が敗北した後、ウプサラ大学で教鞭をとることを表明した。
エリアソンは2006年のレバノン侵攻に関して、「イスラエルの軍事攻撃は、この地域の状況の極めて危険なエスカレーションである」と非難した。また、ヒズボラの攻撃についても非難した。
2006年12月、コフィー・アナン国連事務総長（当時）は、エリアソンをスーダンのダルフール紛争の特使に任命した。2008年6月に同特使を退任した。2012年3月2日、エリアソンは潘基文国連事務総長から副事務総長に任命され、2012年7月1日に就任し、 2016年12月31日に退任した。
2017年4月27日、スウェーデン政府はエリアソンをストックホルム国際平和研究所運営委員会の議長に任命した。2017年6月1日付で正式に就任した。

## 私生活
エリアソンは、元スウェーデン教育・科学担当国務大臣のケルスティン・エリアソンと結婚している。2人の間には3人の子供がいる。
エリアソンは、イェーテボリに本拠地を置くサッカークラブGAISのサポーターである。